# Horace Lawson Hunley
Horace Lawson Hunley   (Comtat de Sumner, 29 de desembre de 1823 - Charleston, 15 d'octubre de 1863) va ser un enginyer marítim confederat durant la Guerra Civil Americana. Va desenvolupar primers submarins accionats manualment, el més famós dels quals va rebre el seu nom pòstum, CSS HL Hunley.
Horace Lawson Hunley va néixer al comtat de Sumner, Tennessee, fill de Louisa Harden Lawson i John Hunley. Després de traslladar-se a Nova Orleans, Hunley va estudiar dret a la Universitat de Louisiana i va ser admès a la barra l'any 1849. Va militar a la legislatura estatal de Louisiana i va exercir l'advocacia a Nova Orleans.
En resposta al bloqueig de la Unió als ports del sud, el govern confederat va oferir recompenses de fins a 50.000 dòlars a qualsevol que enfonsés un vaixell de guerra de la Unió. L'estiu de 1861 el reverend Franklin Smith va defensar que homes de negocis del sud perseguissin la guerra submarina, en escrits als diaris del sud. En aquest moment, Hunley es va unir a l'enginyer James R. McClintock i Baxter Watson en la construcció del submarí Pioneer. Per evitar la seva captura, el submarí va haver de ser enfonsat durant els assajos de mar al llac Pontchartrain quan Nova Orleans va caure en mans de les forces de la Unió a principis de 1862.
Hunley, amb McClintock i Watson, van continuar la seva tasca amb la construcció del American Diver. El segon submarí va ser remolcat a Fort Morgan i va intentar atacar el bloqueig de la Unió a Mobile. Tanmateix, el submarí es va submergir amb mal temps i es va enfonsar a la boca de la Badia de Mobile.
Hunley va organitzar i finançar pel seu compte un tercer submarí, el H. L. Hunley. Després d'una demostració celebrada el 31 de juliol de 1863, va tenir èxit enfonsant una antiga barcassa, el submarí va ser transportat al port de Charleston i presentat al general P. G. T. Beauregard. Cinc homes de la primera tripulació de l'H.L.Hunley van morir durant les primeres proves quan va ser inundada accidentalment per l'estela d'un vaixell que passava per les portelles obertes; quatre van aconseguir escapar. Una segona tripulació va ser reclutada a Charleston. El 15 d'octubre de 1863, encara que no formava part de la tripulació, Hunley va decidir prendre el comandament durant un exercici rutinari. El vaixell es va enfonsar de nou i aquesta vegada van morir els vuit membres de la tripulació, inclòs el mateix Hunley. El vaixell es va aixecar posteriorment i es va tornar a utilitzar l'any 1864 amb el primer enfonsament amb èxit d'un vaixell enemic (USS Housatonic) per un submarí en la història naval. L'operació també va ser fatídica per a HL Hunley, que es va enfonsar per tercer cop i per segon cop va perdre totes les mans.
Horace L. Hunley va ser enterrat amb honors militars al cementiri Magnolia de Charleston, Carolina del Sud, el 8 de novembre de 1863.